# Ахалсопели (Каспский муниципалитет)
Ахалсопели (груз. ახალსოფელი) — село в Грузии, на территории Каспского муниципалитета края (мхаре) Шида-Картли.

## География
Село находится в центральной части Грузии, на левом берегу реки Тедзами (правый приток Куры), на расстоянии приблизительно 7 километров (по прямой) к юго-западу от города Каспи, административного центра муниципалитета. Абсолютная высота — 633 метра над уровнем моря.

## Население
По результатам официальной переписи населения 2014 года, в Ахалсопели проживало 13 человек (9 мужчин и 4 женщины). В национальной структуре населения грузины составляли 61,5 %, азербайджанцы — 38,5 %.
| Год  | Население, человек |
| ---- | ------------------ |
| 2002 | 105                |
| 2014 | ↘ 13               |